# Hyloxalinae
Hyloxalinae is een onderfamilie van kikkers uit de familie pijlgifkikkers (Dendrobatidae). De groep werd voor het eerst wetenschappelijk beschreven door Taran Grant, Darrel Richmond Frost, Janalee P. Caldwell, Ronald Gagliardo, Célio Fernando Baptista Haddad, Philippe J. R. Kok, Bruce Means, Brice Patrick Noonan, Walter E. Schargel en Ward C. Wheeler in 2006.
Er zijn 59 soorten in 1 geslacht, de soorten komen voor in noordelijk Zuid-Amerika.

## Taxonomie
Onderfamilie Hyloxalinae
- Geslacht Hyloxalus

Colostethinae · 
Dendrobatinae · 
Hyloxalinae